# Christian Moser-Sollmann

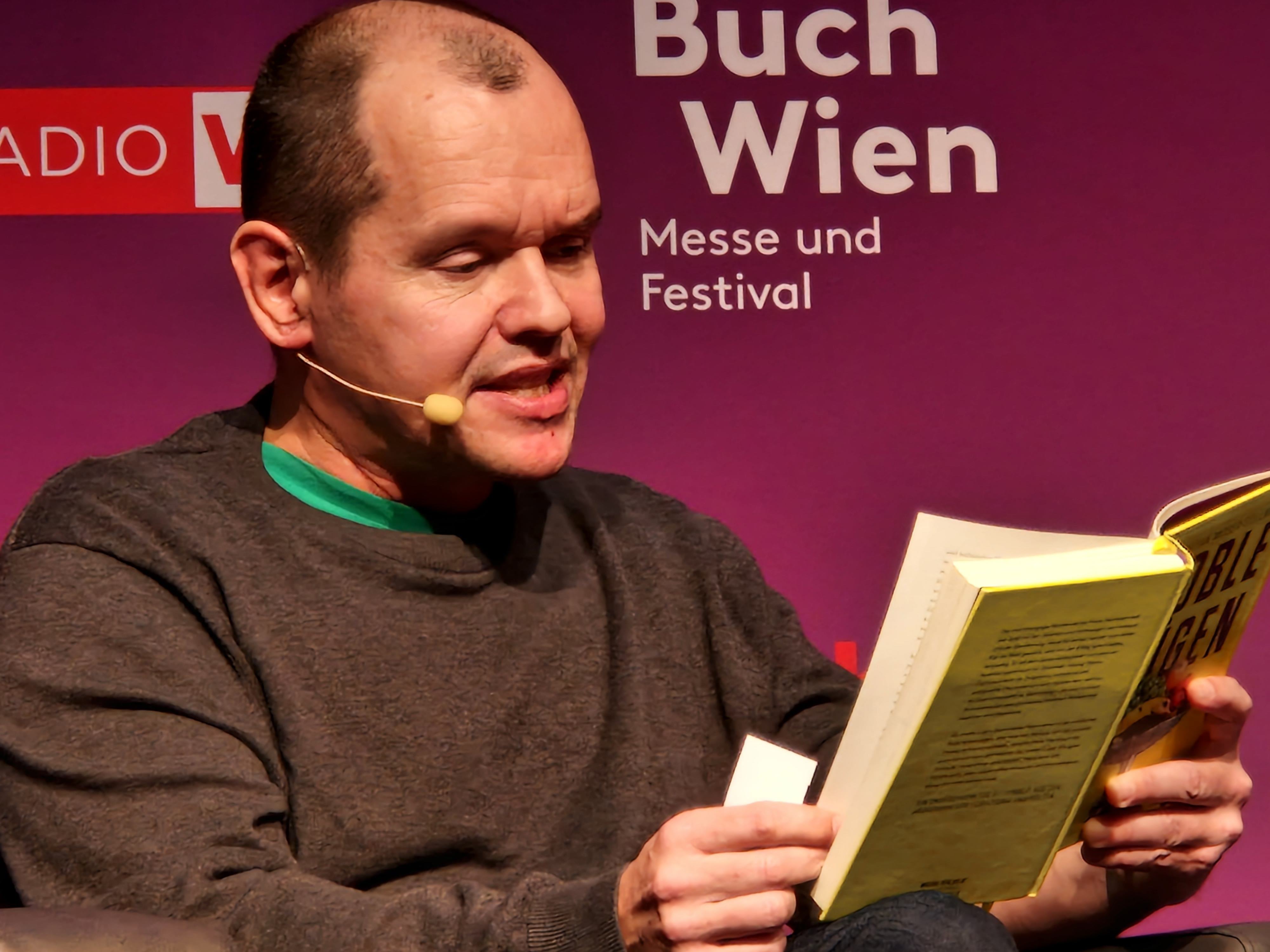
Christian Moser-Sollmann bei der Buch Wien

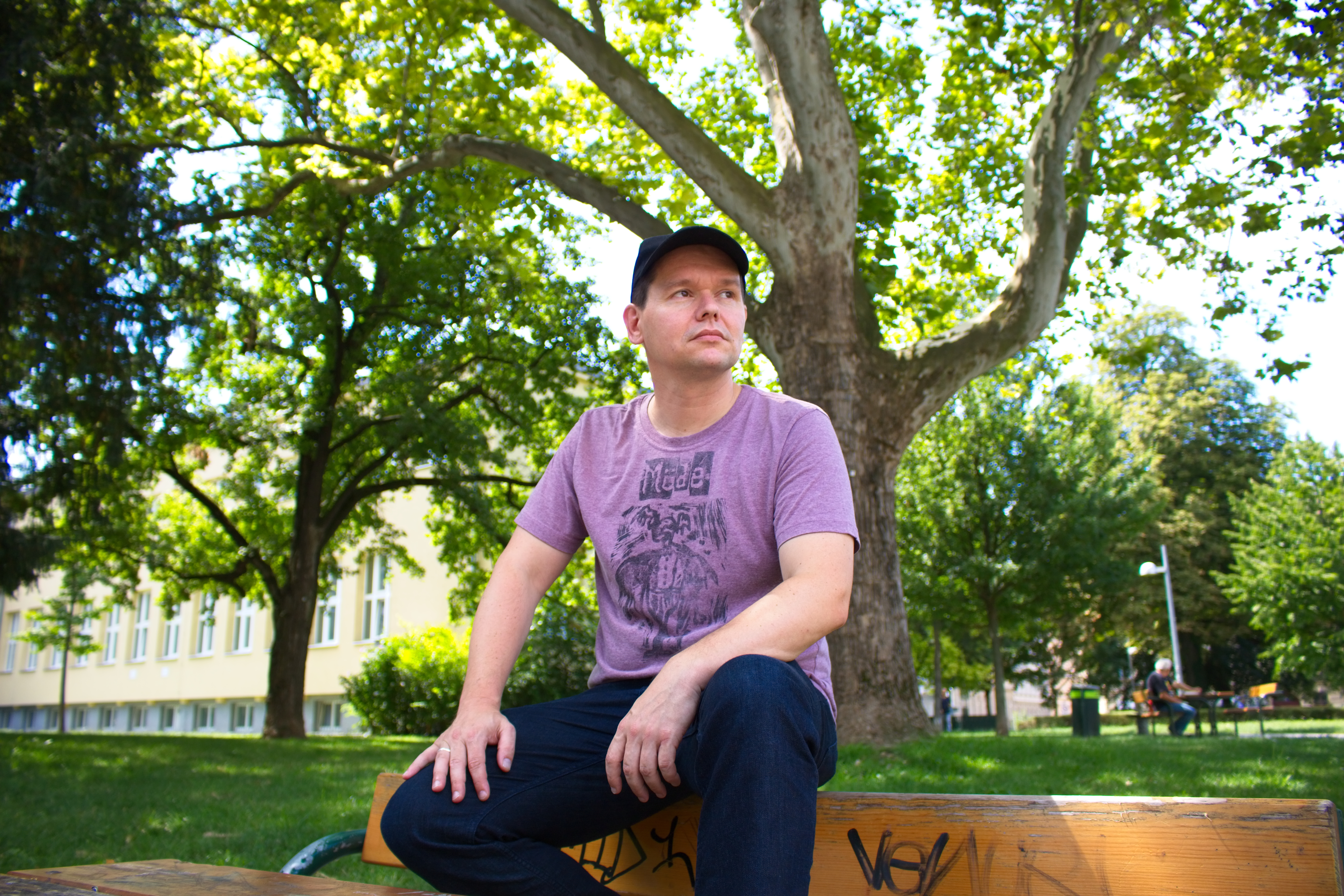
Christian Moser-Sollmann im Theresienpark

Christian Moser-Sollmann (* 7. Juni 1972 in Lienz) ist ein österreichischer Kulturwissenschaftler und Autor.

## Leben
Christian Moser-Sollmann besuchte das neusprachliche Gymnasium in Lienz. Anschließend studierte Moser-Sollmann Publizistik, Politikwissenschaft, Philosophie, Rechtswissenschaften und Kulturwissenschaft an der Universität Wien und in London an der Middlesex University. 2001 promovierte Moser-Sollmann beim Philosophen Konrad Paul Liessmann, beim Kommunikationswissenschaftler Wolfgang Langenbucher und beim Kulturwissenschaftler Johannes Domsich mit einer Studie zur Ästhetik der Popkultur.
Christian Moser-Sollmann arbeitete während seines Studiums als Journalist für den Osttiroler Boten und den ORF (Radio FM 4) und organisierte den ersten Wiener Jungle & Drum and Bass Club Alien Bass. Zwischen 2004 und 2010 war er Lehrbeauftragter an der Universität Wien und zwischen Juni 2009 und Juni 2019 arbeitete er als Geschäftsführer des Friedrich Funder Instituts für Publizistik und Medienforschung. Moser-Sollmann veröffentlichte journalistische Gebrauchstexte für Die Zeit, De:Bug, Falter, den ORF, Die Furche, Kurier und Datum. Neben seinen journalistischen und wissenschaftlichen Veröffentlichungen begann Moser-Sollmann mit den Vorstudien zum Roman Tito, die Piaffe und das Einhorn, die 2016 in der Literaturzeitschrift Lichtungen veröffentlicht wurden. Sein gleichnamiger Debütroman wurde von der Literaturkritik positiv aufgenommen, ebenso sein zweiter Roman Blaue Schatten.
In seinem dritten Roman Ohne Wham! und Abba von 2020 beschäftigt sich Moser-Sollmann mit dem Aufwachsen in der österreichischen Provinz in Tirol und beschreibt die Nöte eines Jugendlichen beim Erwachsenwerden.
In seinem vierten Roman Noble Lügen verschränkt Moser-Sollmann Politik, Forschung und Philosophie. Der Roman diskutiert postpolitische Tendenzen in einer von Medien und Datenkonzernen geprägten Welt und seziert das Spannungsfeld zwischen Lüge und Wahrheit aus der Perspektive des Politikberaters Frank Fischbach. Noble Lügen wurde zum Ö1 Buch des Monats Juni 2024 gewählt mit der Begründung: „Sprachlich gewandt und gedanklich anspruchsvoll und zugleich mit viel Witz analysiert er die Psychogramme einer politischen Elite und deren Handlangern, die das Wahlvolk zu Marionetten degradieren.“

## Publikationen
Belletristik
- Tito, die Piaffe und das Einhorn. Dachbuch Verlag, Wien 2017, ISBN 978-3-9504426-2-5.
- Blaue Schatten. Dachbuch Verlag, Wien 2019, ISBN 978-3-903263-00-0.
- Ohne WHAM! und ABBA. Dachbuch Verlag, Wien 2020, ISBN 978-3-903263-17-8.
- Noble Lügen. Milena Verlag, Wien 2024, ISBN 978-3-903460-26-3.
- Billiger als London und Innsbruck, in: Wieser, Vanessa (Hg.): Branntweiner, Blue Box und Bermuda Dreieck. Unterwegs im Wien der 80er und 90er, Milena Verlag, Wien 2024, S. 22–33, ISBN 978-3-903460-34-8.
- Dschungelfieber. Milena Verlag, Wien 2025, ISBN 978-3-903460-45-4.

Monografien
- Image und Popkultur. Imagedifferenzen als vorherrschendes Narrativ der Popmusik der 1990er Jahre. Edition Fatal, München 2004, ISBN 3-935147-16-3.
- als Hrsg.: Schlüsselbegriffe der Demokratie. Böhlau, Wien 2008, ISBN 978-3-205-78198-1.
- Der unsichtbare Text, der erschöpfte Leser. Eine Methodenkritik der Inhaltsanalyse und eine Einführung in die Kunst des Schreibens und Lesens. Böhlau, Wien 2023, ISBN 978-3-205-21654-4.
- als Hrsg.: Stichwortgeber von Hannah Arendt bis Karl Popper. Grundsatzdenkerinnen und Grundsatzdenker für Politik, Wissenschaft und Wirtschaft. Böhlau, Wien 2025, ISBN 978-3-205-22363-4.

Aufsätze (Auswahl)
- Che bella figura. Wie Neues durchs Alte schimmert. Über Wirkung und Funktion politischer Plakate, in: Österreichisches Jahrbuch für Politik 2003, Wien 2004: 585–607
- Funktion und Auftrag politischer Bildung, in: Jankowitsch, Regina/Zimmer, Annette (Hg.): Political Leadership. Annäherungen aus Wissenschaft und Praxis, polisphere, Berlin/München/Brüssel 2008: 325–346
- Tafelsilber für die Waagschale. Über den Neokonservatismusstreit der 2000er-Jahre in Politik und Feuilleton. Kritische Bestandaufnahme und Sichtung einer metapolitischen Debatte, in: Konservative Korrekturen, Wien 2011: 11–78
- An Escape from Deficit Spending, in: Novotny, Vit: From Reform to Growth: Managing the Economic Crisis in Europe, Bruessels 2013: 27-46
- Politik als Ringen um den angemessenen Umgang mit der menschlichen Natur, in: Jahrbuch Politisches Denken (2024): 87–103

## Auszeichnungen
- 2024 ORF: Ö 1 Buch des Monats Juni